# Pugilina cochlidium
Ốc đùi gà xoắn (Danh pháp khoa học: Pugilina cochlidium) là một loài ốc biển trong họ Melongenidae.

## Đặc điểm
Kích cỡ chúng khoảng từ 60–130 mm, ốc có vỏ lớn, dày với miệng dài. Có một màu nâu, bên trong miệng có màu trắng đục. Ốc có đường xoắn ốc, trên mỗi tầng xoắn có các ụ nhô, càng về tầng thân các ụ nhô càng thô. Khi còn sống ốc có nhiều rong riêu như những sợi tóc bám vào để ngụy trang. Chúng sống ở vùng nước nông, đáybùn cát và những bụi san hô dưới đá. Ốc đùi gà dùng làm trang trí, sưu tầm. 